# Меметов Рустем Якубович
Рустем Якубович Меметов (20 квітня 1937, Сімферополь, КАРСР, РРФСР — 21 травня 2021, Мінськ) — білоруський архітектор.

## Біографія
Рустем Меметов народився 20 квітня 1937 року в місті Сімферополь. У 1961 році закінчив Ташкентський політехнічний інститут. У 1961-1970 роках працює архітектором, керівником групи архітекторів проєктного інституту «Ташпроєкт» у Ташкенті. У 1970-1977 роках — керівник колективу архітекторів проєктного інституту «Мінськпроєкт». У 1977-1997 роках — головний архітектор проєкту інституту «Белдержпроєкт».
Член Спілки архітекторів СРСР з 1965 року. Проживав у Мінську. Помер 21 травня 2021 року внаслідок ускладнень від коронавірусної хвороби COVID-19.

## Сім'я
Був одружений з Розою Тагірівною Меметовою.

## Творчість
Основні праці (в авторському колективі): мікрорайон Г-12 мікрорайону Чиланзар (1964-1966); комплекс підприємств громадського харчування «Зераушан» в Ташкенті (1968-1972); обчислювальний центр Білоруської республіканської контори Держбанку на вулиці Кальварийській (1975-1978); лабораторно-технічний корпус Інституту атомної енергетики АН БРСР в селищі Сосни (1979-1982), Школа міліції на вулиці Карла Лібкнехта; адміністративний будинок МДБ БРСР на вулиця Казинця.

## Нагороди
- Перша премія Всесоюзного конкурсу за ескізний проєкт центру Ташкента (в авторському колективі).